# Giuseppe Minardi
Giuseppe Minardi (Solarolo, Emilia-Romaña, 18 de marzo de 1928-Faenza, 21 de enero de 2019) fue un ciclista italiano que fue profesional entre 1950 y 1958. 

## Biografía
Llamado Pipazza, destacó en las clásicas del ciclismo italiano, en las cuales demostró su capacidad al esprint. Como amateur ya ganó el Trofeo Matteotti en 1949. El 1950 hizo el salto al profesionalismo en el Giro de Lombardía, consiguiendo su primera victoria el año siguiente, en una etapa del Giro de Italia 1951. Sus principales victorias fueron el Giro de Lombardía 1952 y seis etapas del Giro de Italia, carrera que lideró durante 3 etapas en la edición de 1954.

## Palmarés
| 1949 - Trofeo Matteotti 1951 - Trofeo Baracchi (con Fiorenzo Magni) - 1 etapa del Giro de Italia 1952 - Giro de Lombardía - Tres Valles Varesinos - Giro di Campania - 1 etapa del Giro de Italia - 2.º en el Campeonato de Italia en Ruta 1953 - 1 etapa de la Roma-Nápoles-Roma - 1 etapa del Giro de Italia | 1954 - Giro de la Provincia de Reggio de Calabria - Giro de Romagna - 1 etapa del Giro de Italia - 3.º en el Campeonato de Italia en Ruta 1955 - Trofeo Matteotti - Giro del Piemonte - 1 etapa del Giro de Italia - 2.º en el Campeonato de Italia en Ruta 1956 - Giro de Reggio Calabria - 1 etapa del Giro de Italia |

## Resultados en Grandes Vueltas
Durante su carrera deportiva ha conseguido los siguientes puestos en las Grandes Vueltas:
| Carrera         | 1949 | 1950 | 1951 | 1952 | 1953 | 1954 | 1955 | 1956 | 1957 | 1958 |
| --------------- | ---- | ---- | ---- | ---- | ---- | ---- | ---- | ---- | ---- | ---- |
| Giro de Italia  | -    | 55.º | 46.º | 18.º | Ab.  | Ab.  | 24.º | Ab.  | -    | -    |
| Tour de Francia | -    | -    | -    | -    | Ab.  | -    | -    | -    | -    | -    |
| Vuelta a España | -    | -    | -    | -    | -    | -    | -    | -    | -    | -    |
| Mundial en Ruta | -    | -    | 8º   | 10º  | -    | -    | -    | -    | -    | -    |